# 4 alas
4 alas (en catalán: 4 ales; en inglés: 4 Wings) es una escultura abstracta del artista estadounidense Alexander Calder. Está expuesta en los jardines exteriores de la entrada de la Fundación Joan Miró, en la montaña de Montjuic de Barcelona. La obra fue un regalo de Calder a la fundación.
Es una de las tres obras de Alexander Calder de las que dispone la fundación, junto con Corcovado, que se encuentra dentro del museo y fue una donación de Josep Lluís Sert, y Fuente de Mercurio, instalada originalmente en el pabellón de la República Española durante la Exposición Internacional de París de 1937, que el propio Calder dio (como también 4 alas) a la Fundación como testigo de su amistad con Joan Miró.

## Descripción
La obra consiste en cuatro placas de acero curvadas pintadas de rojo dispuestas talmente que tres de ellas tocan el suelo y soportan una base sobre la que se levanta la cuarta placa. De contornos redondeados, las placas tienen formas de hojas alargadas, evocando las alas que dan nombre a la obra.
La obra mide 3,54 metros de altura por 3,20 metros de ancho y 5 metros de largo.

## Galería
|                                   |
| 4 alas en la Fundación Joan Miró. |

|                               |
| Primer plano de la escultura. |

|                   |
| Placa de la obra. |

|                  |
| Vista de perfil. |